# Viviana Segura
Viviana Segura (* im 20. Jahrhundert) ist eine ecuadorianische Fußballschiedsrichterassistentin.
Seit 2013 steht Segura auf der Liste der FIFA-Schiedsrichter und ist an der Spielleitung internationaler Fußballpartien beteiligt.
Segura wurde für die Copa América 2018 in Chile und die Copa América 2022 in Peru nominiert. Zudem war sie als Schiedsrichterassistentin bei der U-20-Weltmeisterschaft 2016 in Papua-Neuguinea, bei der U-20-Südamerikameisterschaft 2022 in Chile und bei der U-20-Weltmeisterschaft 2024 in Kolumbien im Einsatz.